# Iker Begoña
Iker Begoña Zubiaur (Bilbao, 15 novembre 1976) è un ex calciatore spagnolo, di ruolo difensore.

## Biografia
Suo fratello Ibon è anch'egli un calciatore.